# Кемал Екрем
Кемал Екрем (на унгарски: Ekrem Kemál) е унгарски революционер от турско-унгарски произход, участник в Унгарското въстание от 1956 срещу комунистическата диктатура в страната. Екрем е един от въстанническите командири в Будапеща. След потушаването на въстанието е екзекутиран.

## Биография
Кемал Екрем е роден в Скопие, Кралство Югославия, в семейството на Халик Екрем, македонски турчин пекар, и Ержебет Екрем, етническа унгарка. Халик Екрем умира при неизяснени обстоятелства (според различни източници или се е самоубил, или е бил убит от сръбски националисти). Ержебет Екрем напуска семейството си, като някои източници твърдят, че се мести на Малта, където работи като певица, а след това като шивачка. Кемал е отгледан от баба си от четиригодишна възраст.
В 1935 година Кемал Екрем се мести от Югославия в Унгария, където се събира с майка си. В 1939 година пътува до Италия, посещава Рим и Палермо.
В Унгария Кемал Екрем усвоява професията на механик и работи в завода на компанията „Ганц“. В 1944 година е преследван на етническа основа от салашистите и е изселен от Будапеща. След идването на власт на Унгарската комунистическа партия Кемал Екрем работи като електротехник в Будапеща. Не кандидатства за унгарско гражданство, за да не служи в армията на Унгарската народна република. Смятан е за политически неблагонадежден и е под наблюдението на Държавната сигурност. Той обаче подава заявление за членство в Унгарската партия на трудещите се (УПТ) и членува в нея за кратко, докато не е направена проверка, в резултат на която Екрем е изключен. След това в 1949 година е изселен от Будапеща и временно интерниран. От 1952 година работи на строежа на електроцентрала, след това в мина близо до Печ. Има добра професионална репутация и получава относително висока заплата. Въпреки това през май 1956 година Кемал Екрем е обвинен в притежание на откраднато имущество. Съдът го осъжда на 2 години и 8 месеца затвор.
Данните за участието на Кемал Екрем в антикомунистическото Унгарско въстание са противоречиви. Повечето източници са съгласни, че Екрем е в затвора на 23 октомври 1956 година и е освободен на следващия ден. Но има и мнение, че първоначално отива в областния комитет на УПТ, за да подкрепи режима на Ерньо Герьо – Андраш Хегедюш. Апаратчиците обаче не приемат подкрепата на „прочистения от партията” и тогава Екрем се присъединява към бунтовниците.
Според други източници още на 24 октомври 1956 година Кемал Екрем се присъединява към бунтовниците на площад „Сена“. Заедно с Йожеф Дудаш, Янош Сабо, Роберт Бан той става един от лидерите на бунтовническата защита във II район на Будапеща. Стои на крайно радикални позиции, в духа на тези на Дудаш.
На 4 ноември отбраната на площадите „Сена“ и „Москва“ е пробита от съветски танкове. Кемал Екрем се опитва да установи радиовръзка с Бела Кирали и да координира продължаването на въоръжената борба. Той е тежко ранен при улична престрелка, прекарва седмица практически в безсъзнание, а след това ходи с патерици. Близо два месеца се крие.
На 28 декември 1956 година Кемал Екрем е арестуван. Органите на вътрешните работи на Унгария са изправени пред правен конфликт: оказва се, че Екрем никога не е получавал унгарско гражданство. Изпратено е запитване до Белград, откъдето също съобщават, че Екрем не е гражданин на Югославия.
Процесът срещу Екрем е чисто формален: подобно на Дудаш и Сабо, той е предварително осъден на смърт като един от най-радикалните лидери на въстанието. Смъртната присъда на Кемал Екрем е произнесена на 29 юли 1957 година и изпълнена точно четири месеца по-късно.
След падането на комунизма в Унгария Кемал Екрем е смятан за един от героите на въстанието от 1956 година. Той е особено популярен сред унгарската крайна десница. Синът на Кемал Екрем, Дьорд Екрем-Кемал, е видна фигура в Асоциацията на ветераните от въстанието и един от основателите на крайнодясното унгаристко движение.